# Täcke

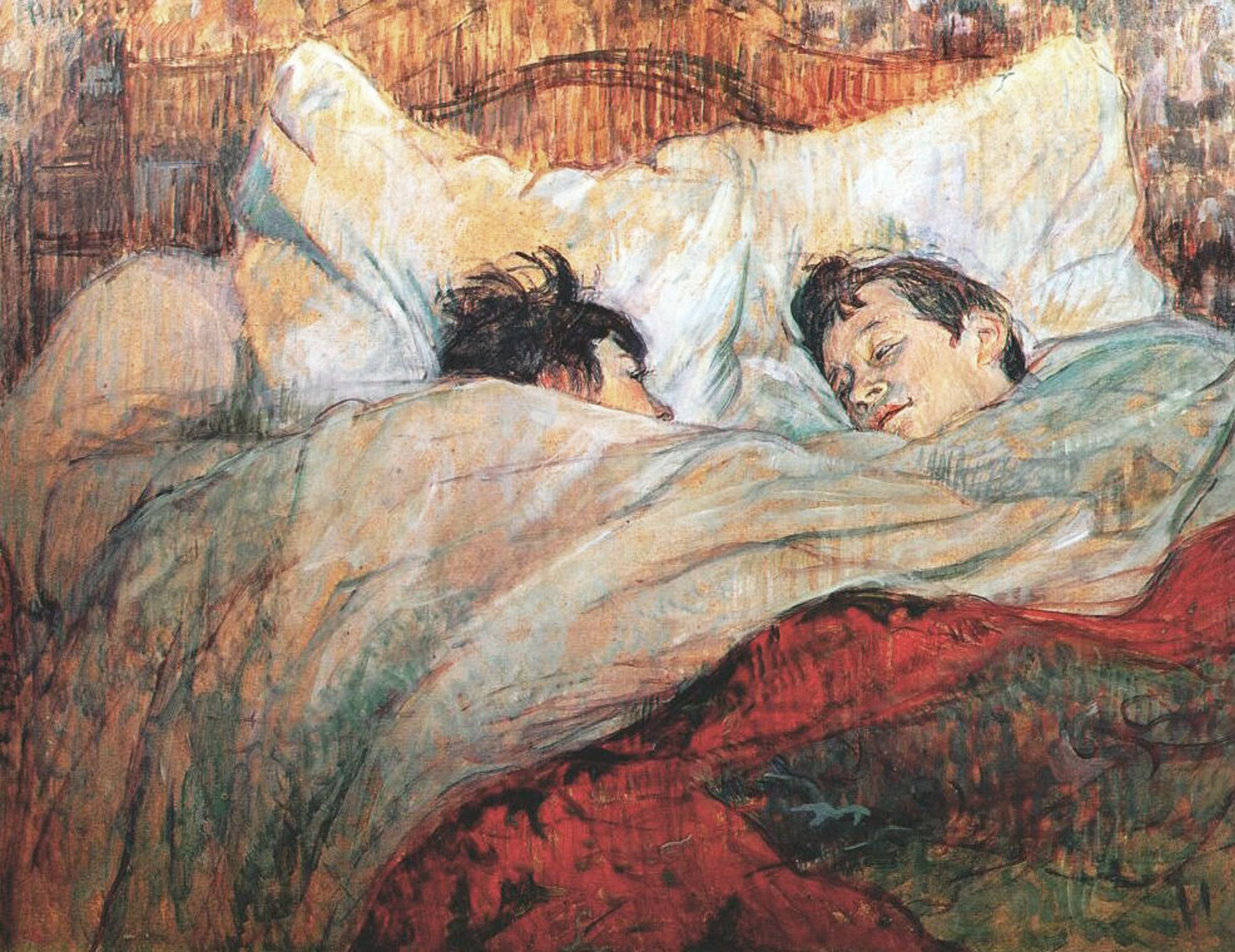
Par under täcke. Tavla av Lautrec från 1893.

Täcke är en större textil som kan vara stoppad med vadd, dun eller dylikt och som används i en säng. Täcket täcker och värmer kroppen vid sömn eller vila.
Täcket kan vara vävt, stickat, kviltat, tovat och bestå av komponenter ur naturmaterial som lin, bomull, ull, fjäder, dun och vadd eller syntetmaterial av olika grad och slag. Täcket består ofta av en fyllning med ett överdrag som håller fyllningen på avsedd plats.
Eftersom täcket är mer svårtvättat än tunnare tyger förses det oftast med ett lakan mot den sovande, eller läggs i ett påslakan, som minimerar trassel under natten.
Kroppstemperaturen sjunker vid sömn, vilket kan vara den biologiska orsaken till att människan sedan urminnes tider har placerat något över sig under sömnen.